# Puerto Nuevo (Michoacán)
Puerto Nuevo es una localidad del estado mexicano de Michoacán. Es parte del municipio de Lázaro Cárdenas.

## Demografía
| Censo | Población |
| ----- | --------- |
| 2010  | 3         |
| 2020  | 1482      |